# Patagonia (azienda)
Patagonia, Inc. è un'azienda tessile statunitense specializzata in abbigliamento sportivo e da esterni. Fondata da Yvon Chouinard nel 1973 e avente sede a Ventura, in California, il suo logo è la sagoma del monte Fitz Roy, posizionato al confine tra Cile e Argentina in Patagonia.

## Storia

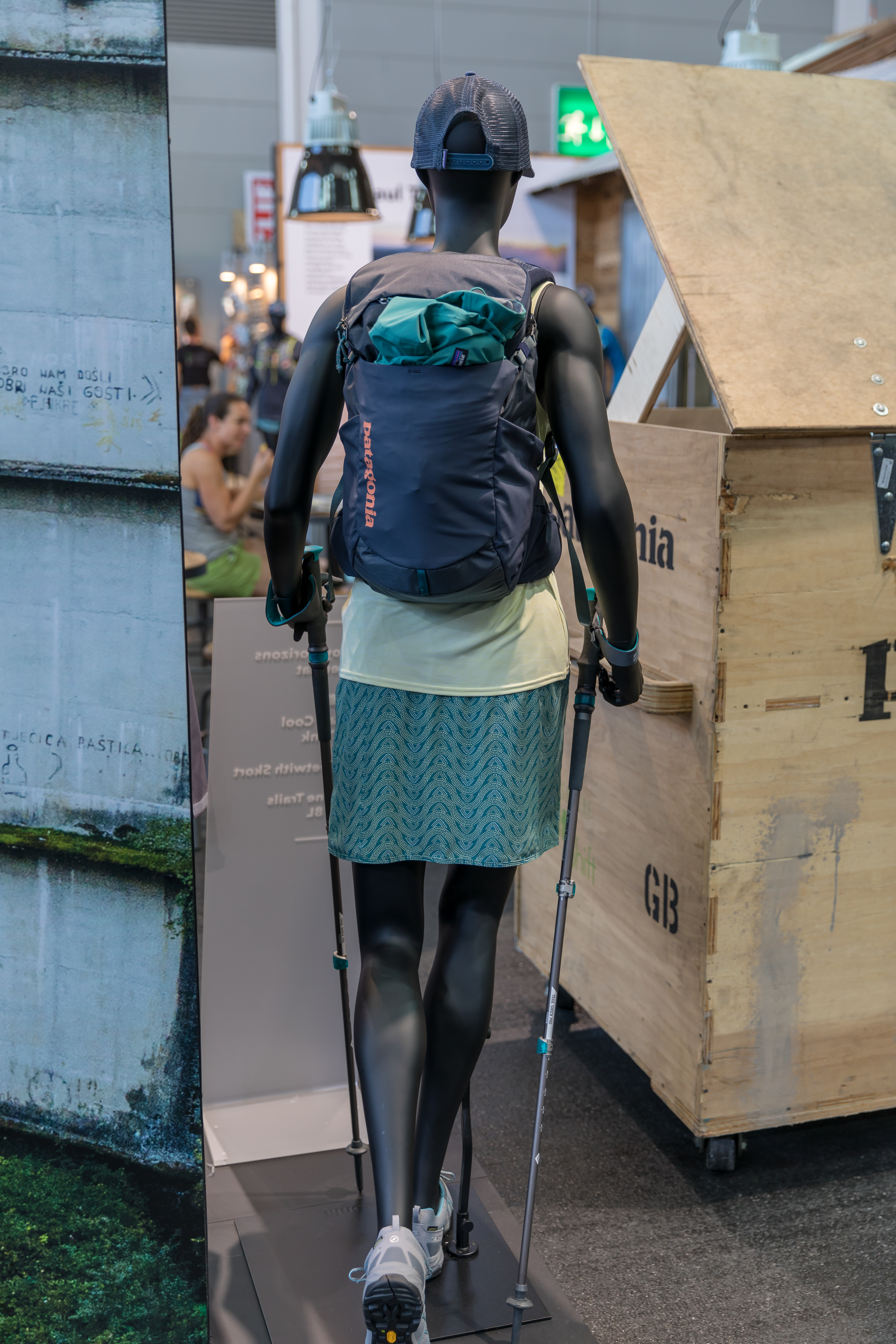
Manichino vestito con abbigliamento e attrezzatura Patagonia

Yvon Chouinard, un affermato arrampicatore, iniziò a vendere attrezzatura da arrampicata fatta a mano nel 1957 attraverso la sua azienda, chiamata Chouinard Equipment. Chouinard lavorò da solo finché nel 1965 divenne socio di Tom Frost così da migliorare la qualità dei suoi prodotti e affrontare la crescente domanda richiesta.
Nel 1970 Chouinard ottenne in Scozia alcune magliette da rugby che utilizzò per fare arrampicata dal momento che aveva notato che con il colletto l'imbracatura da arrampicata non gli faceva male al collo.
Great Pacific Iron Works, il primo negozio di Patagonia, ha aperto nel 1973 nell'ex stabilimento di confezionamento della carne di Hobson a Santa Clara St. a Ventura, vicino al fabbro di Chouinard. Nel 1981, Patagonia e Chouinard Equipment furono incorporate nella Great Pacific Iron Works. Nel 1984, Chouinard cambiò il nome di Great Pacific Iron Works in Lost Arrow Corporation.
Patagonia ha ampliato la sua linea di prodotti includendo abbigliamento mirato ad altri sport, come il surf. Oltre all'abbigliamento, offrono altri prodotti come attrezzature sportive, zaini, sacchi a pelo e cibo da campeggio.
Nell'aprile 2017, Patagonia ha annunciato che la merce in buone condizioni può essere restituita per nuovi crediti merce. La merce usata viene pulita, riparata e venduta sul suo sito web "Worn Wear". Ad aprile 2020, Worn Wear aveva venduto più di 120.000 articoli. Nel 2019, ha lanciato un programma chiamato ReCrafted che crea e vende abiti realizzati con ritagli di tessuto provenienti da attrezzi Patagonia usati.
Nel settembre 2020, Patagonia ha annunciato che Rose Marcario si sarebbe dimesso dalla carica di amministratore delegato e sarebbe stato sostituito da Ryan Gellert.
Nel settembre 2022 Yvon Chouinard ha annunciato al New York Times la sua intenzione di cedere la società, valutata circa 3 miliardi di dollari, a un fondo ad hoc e a un'organizzazione no-profit, al fine di assicurare che tutti i profitti (circa 100 milioni di dollari l'anno), siano utilizzati per combattere il cambiamento climatico e altre cause ambientaliste.

## Attivismo

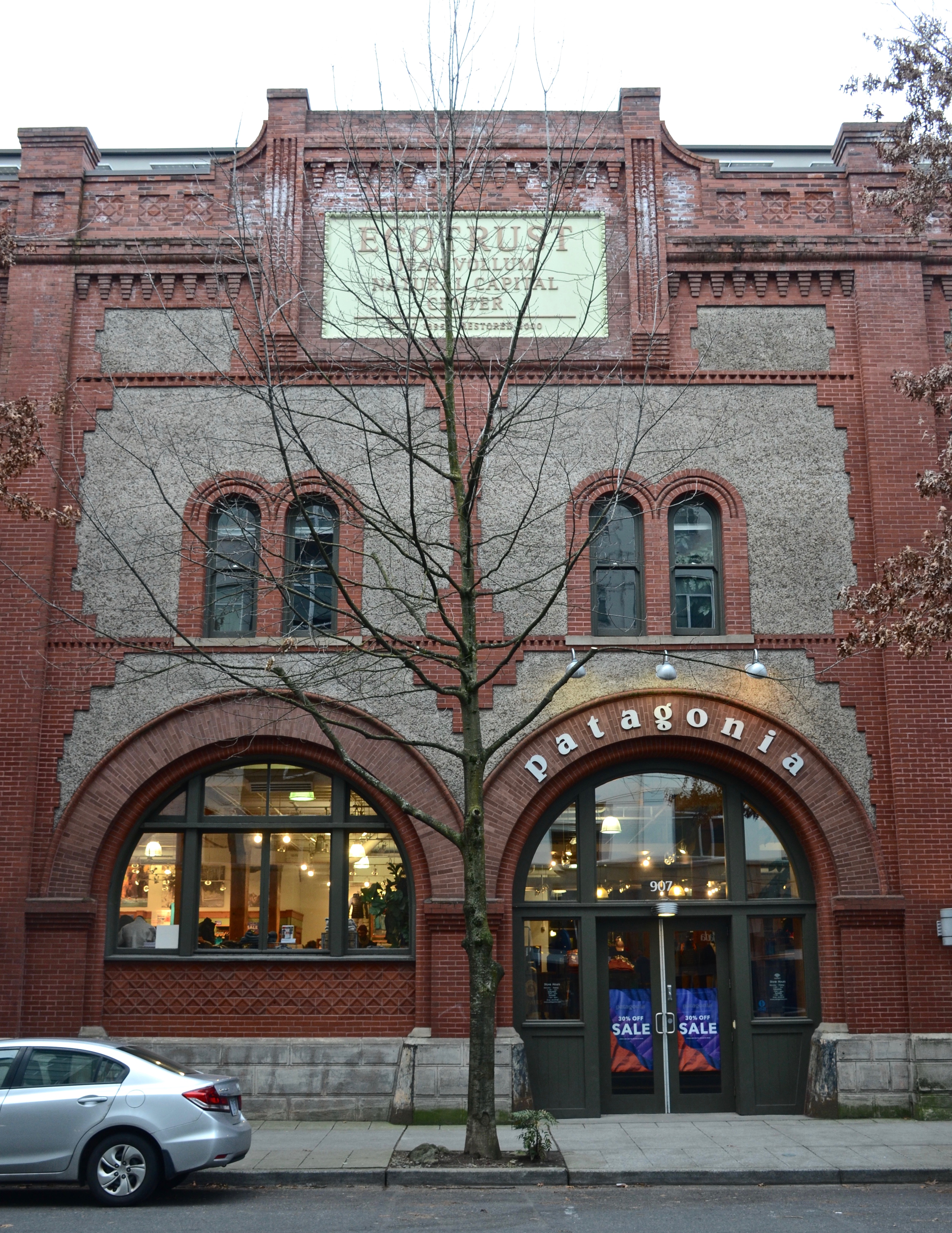
Un negozio Patagonia a Portland, Oregon, si trovava in un ex magazzino ristrutturato e costruito nel 1895 fino a quando non si è trasferito in una nuova sede nel 2017

Patagonia si considera una "compagnia di attivisti". Nel 2017 l'azienda è stata premiata per le sue innovative politiche di congedo familiare/maternità.

### Ambiente
Patagonia impegna l'1% delle sue vendite totali a gruppi ambientalisti, attraverso One Percent for the Planet, un'organizzazione di cui Yvon Chouinard era un membro fondatore. One Percent for the Planet incoraggia le aziende a impegnare l'1% delle entrate nette annuali per organizzazioni di beneficenza senza scopo di lucro incentrate sulla conservazione e la sostenibilità. Nel 2016, Patagonia ha portato questa iniziativa a un livello superiore e si è impegnata a contribuire al 100% delle vendite del Black Friday alle organizzazioni ambientali, per un totale di 10 milioni di dollari.
Nel dicembre 2011 Patagonia è diventata una Certified B Corporation, il che l'ha resa una società a scopo di lucro che soddisfa "rigorosi standard di prestazioni sociali e ambientali, responsabilità e trasparenza". La società è stata la prima a essere registrata come società benefit nello Stato della California, dopo che il California Corporations Code è stato rivisto stabilendo nuovi requisiti specifici.

### Politica e conservazione del territorio
Nel febbraio 2017, Patagonia ha guidato il boicottaggio della fiera Outdoor Retailer, che tradizionalmente si svolgeva a Salt Lake City, nello Utah, a causa dell'introduzione della legislazione dello Stato dello Utah che avrebbe trasferito le terre federali allo Stato. Patagonia si è inoltre opposta alla richiesta del governatore dello Utah Gary Herbert che l'amministrazione Trump revochi il monumento nazionale recentemente designato Bears Ears nel sud dello Utah. Dopo che diverse aziende si sono unite al boicottaggio guidato da Patagonia, l'organizzatore dell'evento Emerald Expositions ha dichiarato che non accetterebbe una proposta dallo stato dello Utah per continuare a ospitare la fiera Outdoor Retailer e avrebbe invece spostato l'evento in un altro Stato.
Il 6 dicembre 2017, Patagonia ha citato in giudizio il governo degli Stati Uniti e il presidente Donald Trump per la sua proclamazione di ridurre la terra protetta di Bears Ears National Monument dell'85% e il Grand Staircase-Escalante National Monument di quasi il 50%. Patagonia sta citando in giudizio per l'interpretazione della clausola sulla proprietà della Costituzione degli Stati Uniti in cui il paese conferisce al Congresso il potere di gestire le terre federali. L'allora CEO della società, Rose Marcario, sostiene che quando il Congresso approvò l'Antiquities Act del 1906, non concesse a nessun presidente il potere di annullare le designazioni di monumento di un presidente precedente.
Nel giugno 2018, la società ha annunciato che avrebbe donato i 10 milioni di dollari ricevuti dai tagli fiscali del 2017 del presidente Trump a "gruppi impegnati a proteggere l'aria, la terra e l'acqua e a trovare soluzioni alla crisi climatica".

### Facebook
Nel luglio 2020, Patagonia ha sospeso la sua pubblicità su Facebook e l'app Instagram, rendendola l'ultima azienda a entrare in un movimento di boicottaggio dei diritti civili degli Stati Uniti.Ciò è stato fatto come parte della campagna Stop Hate for Profit, lanciata da diverse organizzazioni per i diritti civili statunitensi che hanno affermato che il social network stava facendo troppo poco per frenare l'incitamento all'odio sui suoi siti.

## Materiali

### Piumino
Nel 2012 il gruppo di attivisti per gli animali del Regno Unito, Four Paws hanno affermato che Patagonia ha utilizzato piume spiumate dal vivo e piume di oche alimentate forzatamente. In una dichiarazione sul loro sito web, Patagonia ha negato l'uso della spiumatura dal vivo. Nell'autunno 2014, Patagonia ha affermato che stava usando il 100% di piumino tracciabile per garantire che gli uccelli non fossero alimentati forzatamente o spiumati vivi e che la piumino non fosse mescolata con piumino da fonti sconosciute.

### Lana
Nel febbraio 2005 l'approvvigionamento di lana dell'Australia da parte di Patagonia è stato criticato dalla PETA per la pratica del mulesing. Da allora Patagonia ha spostato il proprio approvvigionamento di lana dall'Australia al Sud America e alla cooperativa Ovis 21. Tuttavia, nell'agosto 2015 la PETA ha pubblicato un nuovo filmato che mostra come le pecore venivano trattate crudelmente negli allevamenti Ovis 21. Ciò portò Patagonia a smettere di acquistare lana da Ovis 21.
Nel giugno 2016 Patagonia ha rilasciato una serie di principi sulla lana vergine che guidano il trattamento degli animali, le pratiche di utilizzo del suolo e la sostenibilità.